# Hayashi Hōkō
Hayashi Hōkō est un nom japonais traditionnel ; le nom de famille (ou le nom d'école), Hayashi, précède donc le prénom (ou le nom d'artiste).
Hayashi Hōkō (林 鵞峰), aussi connu sous le nom de Hayashi Nobutatsu, né le 11 janvier 1644 à Edo au Japon et décédé à l'âge de 88 ans le 22 juillet 1732 dans cette même ville, est un lettré néo-confucéen, enseignant et administrateur du système des hautes études du shogunat Tokugawa durant l'époque d'Edo. Il fait partie des lettrés confucéens du clan Hayashi.
Hōkō fut le tuteur de Tokugawa Tsuneyoshi.
Suivant les traces de son père, Hayashi Gahō, et de son grand-père, Hayashi Razan, Hōkō se consacre à l'expression et la diffusion de la doctrine néo-confucéenne officielle du shogunat Tokugawa. En réponse à ses efforts, le shogun confère à plusieurs lettrés confucéens le rang de samouraï.

## Académicien
Hōkō est le troisième Daigaku-no-kami (« Dieu des études ») du clan Hayashi. En 1691, il devient le premier recteur officiel du Shōhei-kō (plus tard renommé en Yushima Seidō) qui fut construit sur des terres offertes par le shogun. Cette institution est le sommet du système d'enseignement et de formation du shogunat Tokugawa. Le titre héréditaire de Daigaku-no-kami désigne le chef de l'éducation nationale.
Les lettrés de l'école Hayashi apprennent à appliquer ce qu'on leur avait enseigné pendant leurs études confucéennes, en particulier les anciens textes conservateurs qui s'appuyaient sur les analyses et les enseignements métaphysiques des Confucéens chinois de la dynastie Song.
Le lettré néo-confucéen Arai Hakuseki exprimait beaucoup de mépris pour les idées de Hayashi Hōkō.

## Liste partielle des ouvrages réalisés
- Kai hentai (Métamorphoses chinoises), récit de jonques chinoises arrivant à Nagasaki, 1640-1740[4].